# Aleksandr Portnov
Aleksandr Staliyevich Portnov (Александр Сталиевич Портнов; Baku, 17 de setembro de 1961) é um saltador soviético, campeão olímpico.

## Carreira
Graduado pela Universidade Estatal de Cultura Física da Bielorrússia, ele competiu nos Jogos Olímpicos de Verão de 1980 em Moscou e venceu a prova masculina de trampolim de 3 metros com a pontuação total de 905.025, conhecida na ocasião como springboard.